# 24224 Matthewdavis
24224 Matthewdavis là một tiểu hành tinh vành đai chính với chu kỳ quỹ đạo là 1967.6708402 ngày (5.39 năm).
Nó được phát hiện ngày 7 tháng 12 năm 1999.